# Master of Puppets (canción)
«Master of Puppets» —en español: «Amo de las marionetas»—, es la segunda canción del álbum de estudio Master of Puppets del grupo musical de thrash metal estadounidense Metallica, compuesta por los integrantes del grupo musical, con una letra que hace referencia a las drogas y de cómo éstas pueden controlar la vida de una persona adicta.
Es la canción más larga del álbum, con una duración de 8:35 minutos. En toda la canción se puede notar las largas y complejas secciones instrumentales. Entre el minuto 3:30 y 5:14 el ritmo de la canción se calma, efecto que repetiría la banda estadounidense con canciones como «To Live Is to Die» o «Suicide & Redemption».
Desde su lanzamiento en 1986, ha sido interpretada más de 1500 veces en vivo, convirtiéndola en su canción más interpretada en conciertos.
VH1 calificó a «Master of Puppets» como la tercera mejor canción de heavy metal de todos los tiempos.
El fallecido bajista de Metallica, Cliff Burton, señaló que esta era su canción favorita de la banda hasta la fecha.

## Lista de canciones
7" en Francia

| N.º | Título                                | Duración |  |
| 1.  | «Master of Puppets»                   | 8:38     |  |
| 2.  | «Welcome Home (Sanitarium)» (Editada) | 5:01     |  |

## Créditos
- James Hetfield: Voz, guitarra rítmica y primer solo de guitarra.
- Kirk Hammett: Guitarra líder.
- Cliff Burton: Bajo eléctrico y coros.
- Lars Ulrich: Batería y percusión.

## Versiones
- Esta canción ha sido versionada por numerosos artistas entre los que se encuentran Dream Theater, Ratt, Apocalyptica, Sum 41, ZZ Top, Steelheart, Mötley Crüe, Trivium, Loudness, Pendulum y Angelus Apatrida entre otros.
- El grupo alemán Van Canto hizo una versión a capela que apareció en su álbum Tribe of Force.
- El dúo francés Justice realizó un remix para cerrar un set en 2008, esto después agregado a su álbum en vivo A Cross the Universe.

## Otros datos
- La canción fue incluida en la película Old School.
- Es la canción del tema de los Filis de Filadelfia, el tercera base Pedro Féliz.
- La canción posee 2 solos, el primero ejecutado por James Hetfield y el segundo ejecutado por Kirk Hammett.
- El arpegio que aparece en el principio del cambio de tempo de la canción se mantiene durante todo el dueto de guitarras. Si se escucha con atención es fácilmente audible.
- La canción también aparece en el capítulo titulado The Mook, the Chef, the Wife and Her Homer de la temporada número 18 de la serie Los Simpsons en la escena donde el grupo Metallica sale interpretando la canción mientras van en una camioneta que es conducida por Juan Topo, después de que Otto perdiera de vista el autobús tratando de ayudarlos a cargar su batería. De allí, encuentra que Bart Simpson produjo un accidente con el autobús, el director Skinner lo despide y ahí, aparece el grupo Metallica tocando la canción montados en la camioneta.
- El riff del minuto 6:18 es idéntico a la melodía inicial en guitarra de la canción Andy Warhol de David Bowie.
- La voz grave que aparece justo antes del solo de Kirk Hammett pertenece a Cliff Burton.
- La canción también aparece en la película Zombieland: Double Tap.
- Aparece en el capítulo final de la cuarta temporada de Stranger Things interpretada por Eddie Munson (Joseph Quinn)
- Aparece en el capítulo 7 de la serie Pulentos de Canal 13 cuyo nombre es "Ratón Volador" donde Walala está tocando música con su guitarra, hasta que es interrumpido por su papá, que le ordena que se suba al techo de la casa para destapar las canaletas.